# Erythroxylum martii
Espèce
Erythroxylum martii est une espèce d'arbres tropicaux de la famille des Erythroxylaceae. 

## Répartition
Erythroxylum martii est endémique de l’État de Bahia au Brésil.

## Description
C'est un petit arbre de sous-bois atteignant 2 à 6 mètres. Ses feuilles sont alternes et alignées dans un plan. De petites fleurs blanches apparaissent de mars à juin ; elles sont suivies de fruits qui persistent jusqu'en septembre et qui sont rouges lorsqu'ils sont mûrs.

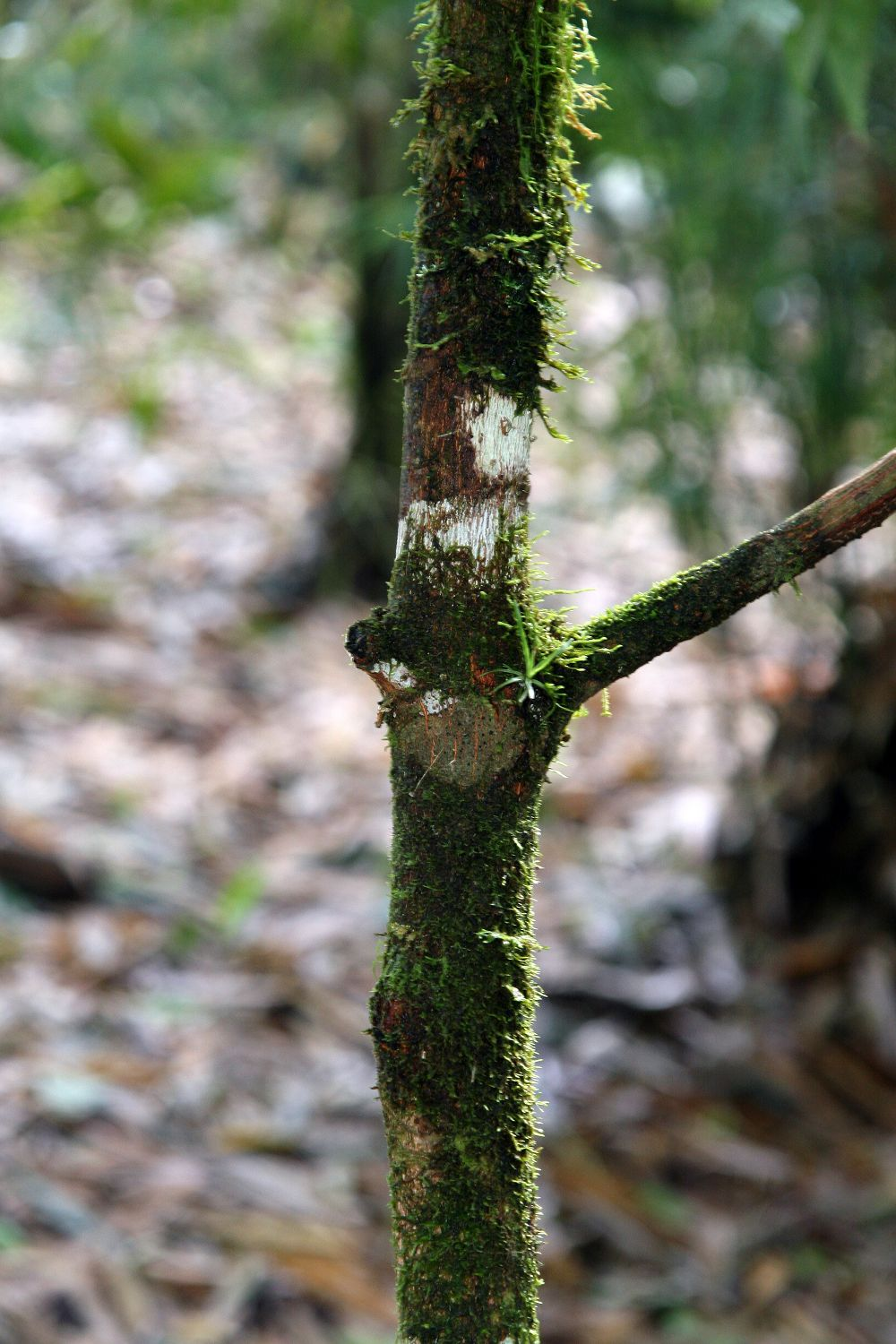
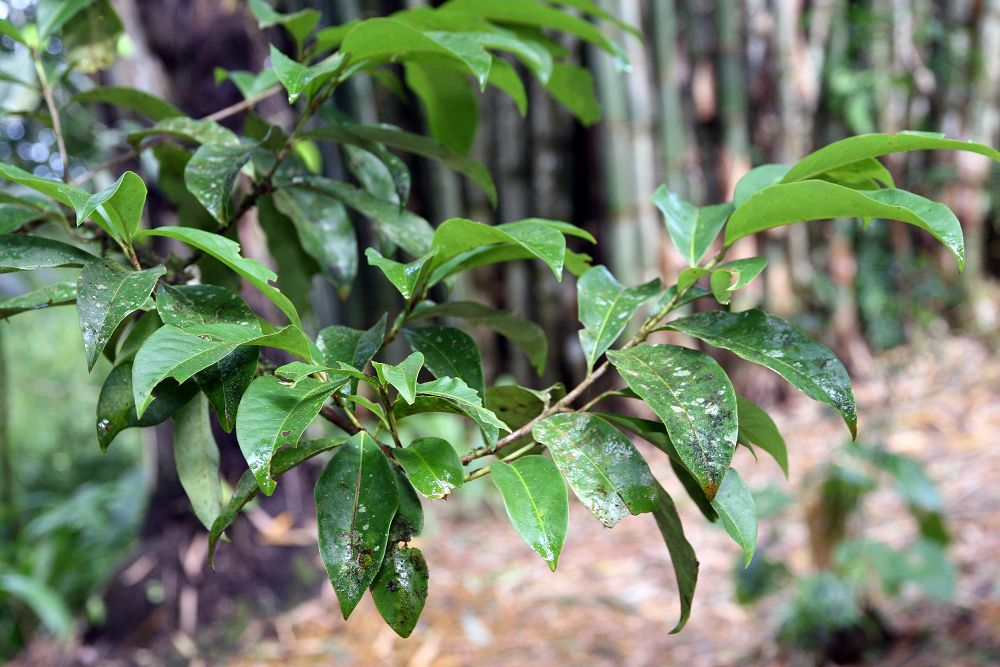
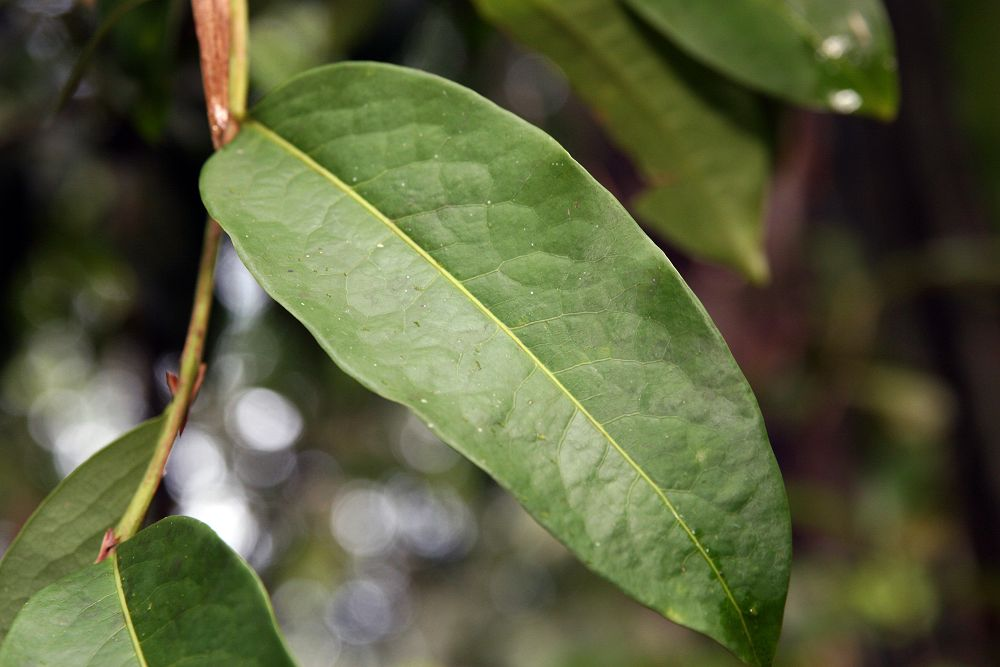

## Systématique
Le nom correct complet (avec auteur) de ce taxon est Erythroxylum martii Peyr..
Erythroxylum martii a pour synonyme :
- Erythroxylum macrophyllum Mart.